# Henri Amouroux
Henri Amouroux (* 1. Juli 1920 in Périgueux, Département Dordogne; † 5. August 2007 in Le Mesnil-Mauger, Département Calvados) war ein französischer Journalist und Schriftsteller.

## Leben und Wirken
Nach seiner Schulzeit kam Amouroux 1938 nach Paris und begann sein Studium an der École supérieure de journalisme. Noch im selben Jahr begann er – ebenfalls in Paris – ein Praktikum bei der Presseagentur Opera Mundi. Im darauffolgenden Jahr ging er nach Bordeaux und arbeitete für die Tageszeitung La Petite Gironde. Aufsehen erregte er mit seiner Reihe „Douze portraits de gloire nationales“
Anfang 1942 schloss sich Amouroux einer Résistance-Gruppe an, die von Mitgliedern des Deuxième Bureau und einem Jesuiten gegründet worden war und eng mit dem britischen Secret Intelligence Service zusammen arbeitete.
1943 kam Amouroux über den Relève, den Vorläufer von Fritz Sauckels angeordneten Service du travail obligatoire, zum Arbeitseinsatz ins Deutsche Reich und konnte aber nach einigen Monaten wieder nach Frankreich zurückkehren.
Als Bordeaux 1944 befreit wurde, war Amouroux Journalist bei der Tageszeitung Sud-Ouest. Jacques Lemoîne, der diese Zeitung als Nachfolger der Le petite Gironde gegründet hatte, machte ihn 1966 zum Chefredakteur. 1974 wechselte Amouroux zum France Soir und zwischen 1977 und 1982 fungierte er als Geschäftsführer der Tageszeitung Rhône-Alpes. In diesen Jahren unternahm Amouroux einige Reisen nach Israel, in die Sowjetunion und nach Vietnam, von denen er anschließend in bemerkenswerten Reportagen im Radio (France Inter) bzw. Fernsehen (TF1) berichtete.
Zwischen 1984 und 2006 leitete Amouroux die Jury des Albert-Londres-Preises; als er 2006 die Leitung der Jury aufgab, wählte man ihn zum Ehrenpräsidenten dieses Komitees auf Lebenszeit.
Als im Herbst 1997 Maurice Papon wegen seiner Beteiligung am Holocaust angeklagt wurde, brachte dessen Anwalt Gérard Boulanger u. a. auch Amouroux' Tätigkeiten während des Zweiten Weltkriegs zur Sprache. Mit seinen Aussagen wurde Amouroux dabei zum Gegenspieler der US-amerikanischen Historikers Robert Paxton.
Bald nach diesem Prozess zog sich Amouroux ins Privatleben zurück und ließ sich in Le Mesnil-Mauger nieder. Er starb im Alter von 87 Jahren am 5. August 2007 und fand dort auch seine letzte Ruhestätte.

## Ehrungen
- Croix de guerre
- 1962 Grand Prix Gobert[2] für La vie des Français sous l'occupation.
- 1986 Prix Fondation Pierre Lafue[3] für Un printemps de mort et d'espoir
- 1999 Prix mondial Cino Del Duca[4] für sein Lebenswerk

## Schriften (Auswahl)
Biographien
- Monsieur Barre. Laffont, Paris 1986, ISBN 2-221-04954-3.
- De Gaulle. Raconté aux enfants. Perrin, Paris 1990, ISBN 2-262-00753-5.
- Pour en finir avec Vichy. Laffont, Paris 1995/2005

1. Les oublis de la mémoire 1940. 1997, ISBN 2-221-08201-X.
2. Les racines des passions 1940/41. 2005, ISBN 2-221-08202-8.

Reportagen
- Israël, Israël. Vallée de larmes ou „Amerique“ du Moyen-Orient. Domat, Paris 1951.
- Croix sur l'Indochina. Domat, Paris 1955.
- Le monde de long en large. Domat, Paris 1956.
- J'ai vu vivre Israël. Fayard, Paris 1958.
  - deutsch: Israel – erlebtes Land. Nannen, Hamburg 1961.

Roman
- Une fille de Tel-Aviv. Édition Duca, Paris 1957.

Sachbücher
- Le 19 juin 1940. Fayard, Paris 1967 (EA Paris 1964)
- Pétain avant Vichy. La guerre et l'amour. Fayard, Paris 1967.
- La grande histoire des Français sous l'occupation. Laffont, Paris 1976/99 (10 Bde.)
- Trois fins de régne. Lattès, Paris 2007, ISBN 978-2-7096-2761-0.
- La vie des Françaissous l'occupation. Borée, Sayat 2011, ISBN 978-2-8129-0492-9 (EA Paris 1961)

Vorworte
- Adrien Dansette: Histoire de la libération de Paris. Perrin, Paris 1994, ISBN 2-262-01060-9.
- Bernard Py: Dans le malheur de Dachau, j'ai trouvé un bonheur. Édition Saint-Paul, Paris 1995, ISBN 2-85049-624-3.
- Corinne Verdet: Un été 44. Arthaud, Paris 1984, ISBN 2-7003-0467-5.